# Ерна Валліш
Ерна Валліш (нім. Erna Wallisch; 10 лютого 1922, Бенсгаузен, Веймарська республіка — 16 лютого 2008, Відень, Австрія) — жінка-охоронець в двох нацистських концтаборах в 1941—1944 роках.
Нацистська злочинниця, уникнула покарання. На 2007 рік була сьомою в Списку найбільш розшукуваних військових злочинців Центру Симона Візенталя.

## Біографія
Народилася в 1922 році в сім'ї поштового службовця. Закінчивши школу, 6 місяців служила в Імперської служба праці, потім працювала хатньою робітницею.
У 1941 році у віці 19 років вступила в НСДАП і пройшла навчання для служби в Жіночих допоміжних підрозділах СС.
Протягом року працювала охоронцем концтабору Равенсбрюк, в 1942 році переведена в Польщу в концтабір Майданек.
У концтаборі познайомилася зі своїм майбутнім чоловіком — охоронцем цього ж концтабору Георгом Валлішем, завагітніла в травні 1943 року і вийшла за нього заміж у грудні 1943 року.
За свідченнями очевидців, вона була жорстоким охоронцем, садисткою, яка била жінок і дітей на їх шляху в газові камери, особисто брала участь в селекції в'язнів до страти.
15 січня 1944 року, в зв'язку зі швидким народженням дитини, закінчила службу в концтаборі, і оселилася у Відні. Навесні 1945 року Відень був взятий Червоною армією, але після війни район міста, де проживала Валліш, виявився в Американській зоні окупації. У 1946 році з американського табору інтернованих до Відня приїхав і її чоловік.
Після війни жила у Відні, своє нацистське минуле не приховувала, була членом Товариства взаємодопомоги колишніх членів військ СС.

## Переслідування
У 1970 році у Відні з ініціативи Центру Візенталя щодо неї розпочалось розслідування, але в 1973 році прокурор Австрії відмовився від обвинувачення з огляду на те, що відповідно до зміненого в той рік австрійського законодавства, закінчився термін давності для пособництва у вбивстві.
У 2005 році історик Ефраїм Зурофф закликав притягти Валліш до кримінальної відповідальності, але глава мін'юсту Австрії заявив про відсутність достовірних доказів в прямому вбивстві.
У 2006 році справу стосовно Валліш було заведено в Польщі, де законодавчо відсутній термін давності для подібних військових злочинів (їй у разі засудження загрожувало б довічне ув'язнення), і де на той момент ще проживали 5 колишніх в'язнів концтабору Майданек, готових дати свідчення на Валліш, але австрійська влада відмовилась видати Валліш.
У 2007 році британський журналіст Гай Волтерс в ході роботи над книгою про нацистських злочинців, які уникли покарання, «Полювання на зло» без зусиль знайшов Ерну Валліш у Відні, від розмови вона відмовилася.
Ерна Валліш померла 16 лютого 2008 року в віці 86 років в лікарні, похована на віденському цвинтарі Зіверінґ.
Справа, заведена на неї в Польщі, закрита у зв'язку зі смертю обвинуваченої.

## Оцінки особистості
- «Ту вагітну жінку-монстра, яка втрачала самовладання і нападала на нас, схоже, так і не притягли до відповідальності. Вагітна вдарила лежачого на підлозі хлопчика чимось на зразок батога. У дитини з голови хлинула кров, він не подавав ознак життя. Я ніколи не забуду спітніле обличчя цього захеканого монстра.» (Ядвіга Ландовска, колишня в'язень концтабору Майданек)[1]
- «Вся проблема в тому, що занадто багато в Австрії вважають, ніби події середини минулого століття повинні залишитися лише на сторінках книг з історії. Це маячня. Пані Валліш — не історія. Вона жива, і ми зобов'язані судити її за тих людей, кого вона передчасно перетворила на історію.» (Ефраїм Зурофф, директор Центру Симона Візенталя, 2007)[1]